# کرویدون پارک، نیو ساوت ولز
کرویدون پارک (به انگلیسی: Croydon Park) یک حومه شهر در استرالیا است که در نیو ساوت ولز واقع شده‌است.